# Hyaleucerea mundula
Hyaleucerea mundula là một loài bướm đêm thuộc phân họ Arctiinae, họ Erebidae.